# Conisternum obscurum
Conisternum obscurum är en tvåvingeart som först beskrevs av Carl Fredrik Fallén 1819.  Conisternum obscurum ingår i släktet Conisternum, och familjen kolvflugor. Arten är reproducerande i Sverige.